# 金河镇 (乐山市)
金河镇，是中华人民共和国四川省乐山市金口河区下辖的一个乡镇级行政单位。2019年12月，撤销吉星乡，将其所属行政区域划归金河镇管辖。将金河镇黎明村所属行政区域划归永和镇管辖。

## 行政区划
金河镇下辖以下地区：
金河社区、铜河村、五星村、五一村、吉丰村、大杠村、曙光村、灯塔村、茶坪村、廖坪村和黎明村。
调整后，金河镇辖金河社区、灯塔村、五星村、五一村、铜河村、茶坪村、廖坪村、大杠村、吉丰村、曙光村和原吉星乡所属行政区域。